# Giulio Romano

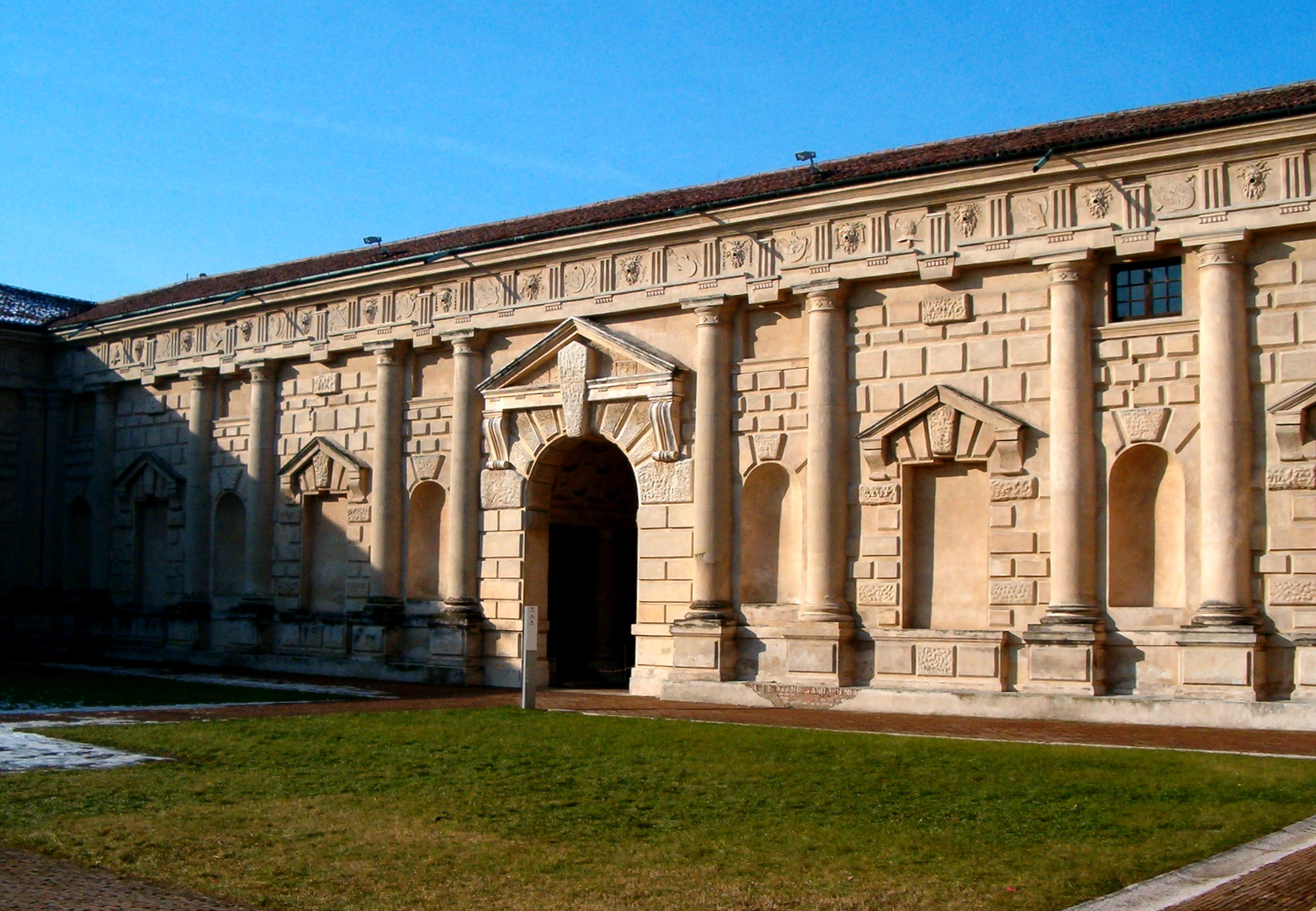
Palazzo del Te (detalj).

Giulio Romano, egentligen Giulio Pippi, född cirka 1492 i Rom i Kyrkostaten, död 1 november 1546 i Mantua (Hertigdömet Mantua), var en toskansk målare och arkitekt under den manieristiska eran.

## Biografi
Giulio Romano var elev till Rafael och assisterade honom vid dekorationen av Stanze di Raffaello i Vatikanen. Fram till 1524 verkade Giulio i Rom, där han även påverkades av Michelangelo och Bramante. Därefter kallades han till hertig Federico II Gonzaga:s hov i Mantua och övergick nästan helt till arkitekturen. 
Under de första åren vid hertigens hov ritade Romano ett antal erotiska teckningar som gått till historien. De tillkom förmodligen på uppdrag av hertigen, som förlagor till tänkta utsmyckningar av väggar i ett kommande palatsbygge. Marcantonio Raimondi, den kopparstickare som tidigare mångfaldigat motiv av mästaren Rafael, mångfaldigade nu även dessa 16 teckningar och publicerade dem 1524 under namnet I Modi ("Sätten").
Mellan 1524 och 1534 bar Romano huvudansvaret för uppförandet av hertigens Palazzo del Te. Byggnaden ses som hans mästerverk och uppvisar flera markanta kännetecken på manieristisk arkitektur. Exempel på detta är nedhängande triglyfer, liksom kolonner som förblivit obehandlade som om de kommit direkt från stenbrottet. I en av paradsalarna, Sala dei Giganti, åstadkom Giulio Romano så kallad skenarkitektur, det vill säga illusoriska fresker som gjorde att hela rummet verkade störta samman.
Giulio Romano är representerad vid bland annat Göteborgs konstmuseum och Nationalmuseum.

## Galleri

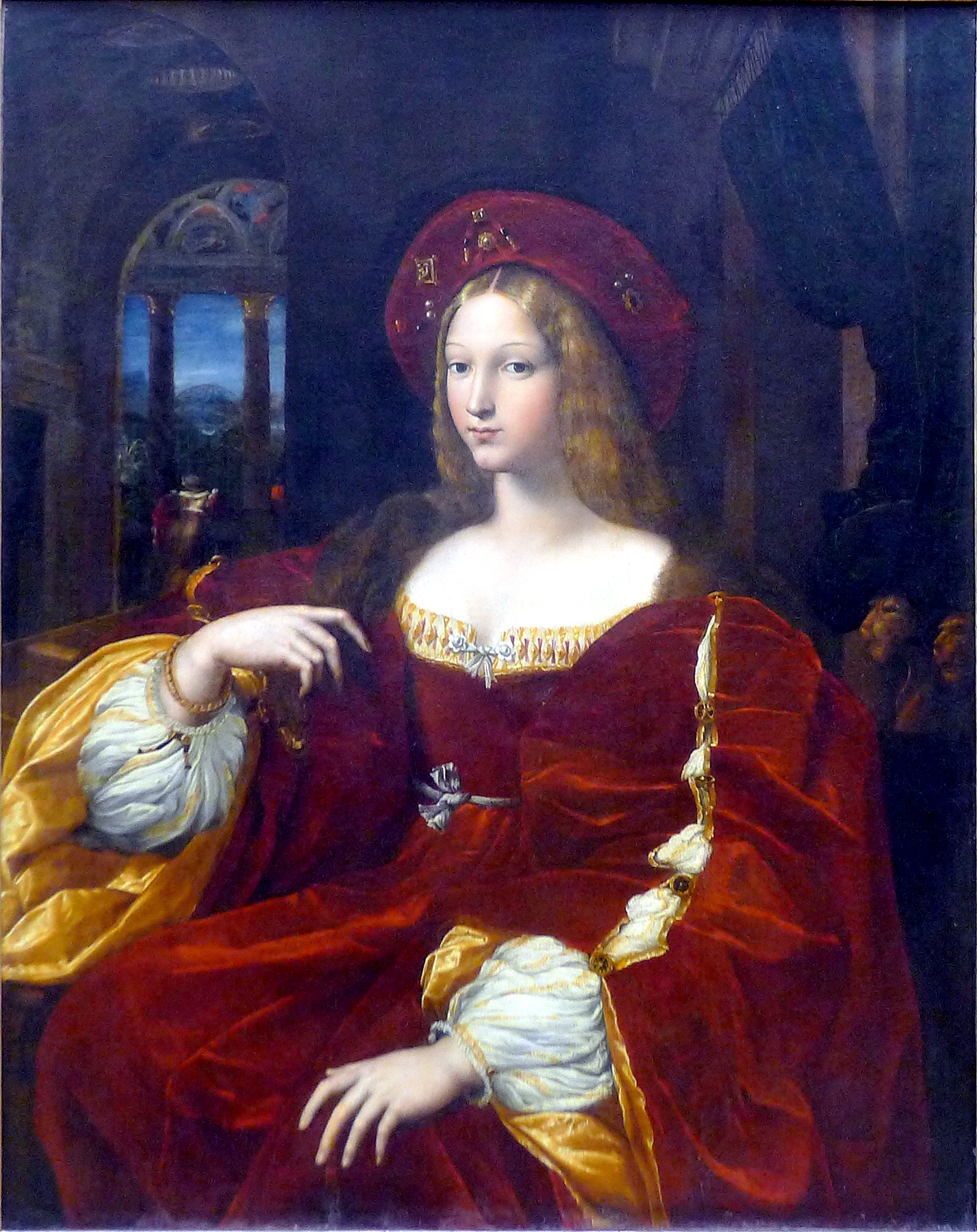
Porträtt av Doña Isabel de Requesens, cirka 1518.
Madonnan med Barnet, cirka 1523.
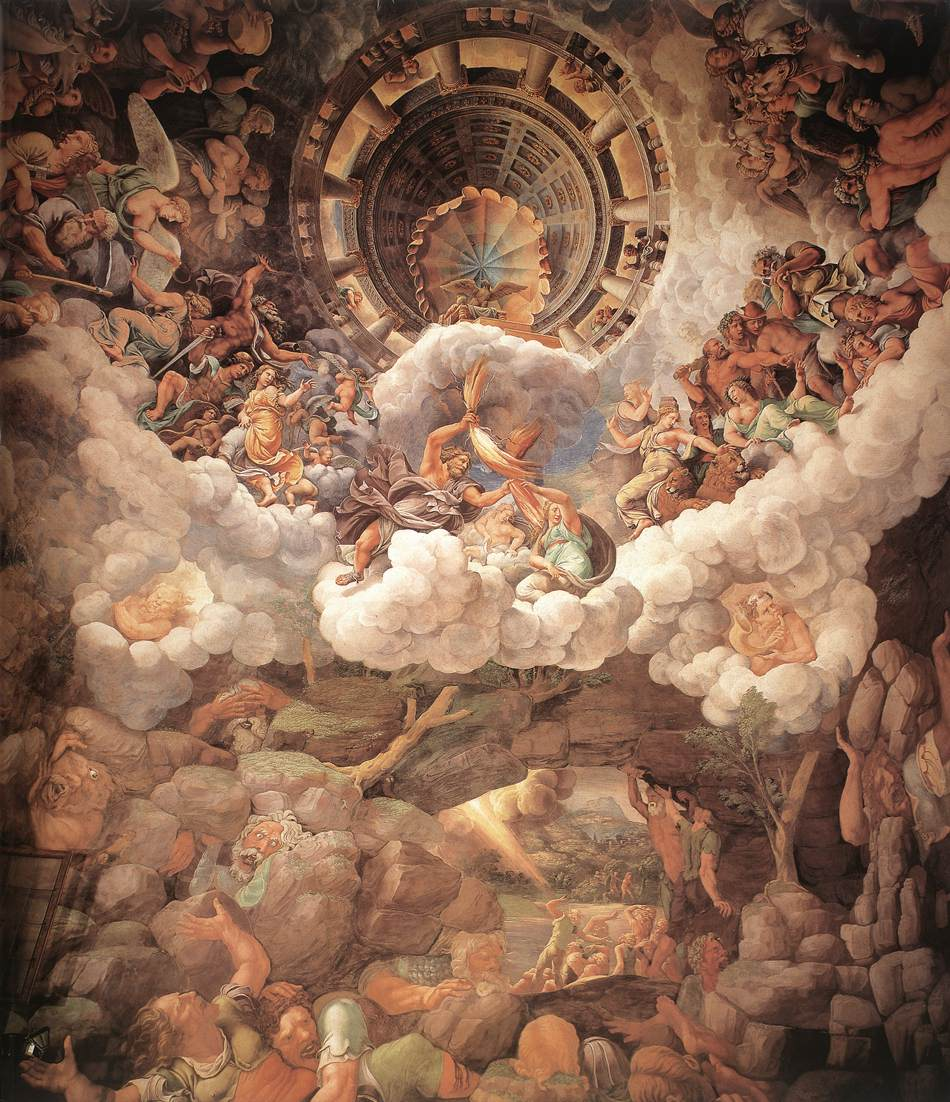
Giganternas fall, cirka 1532.
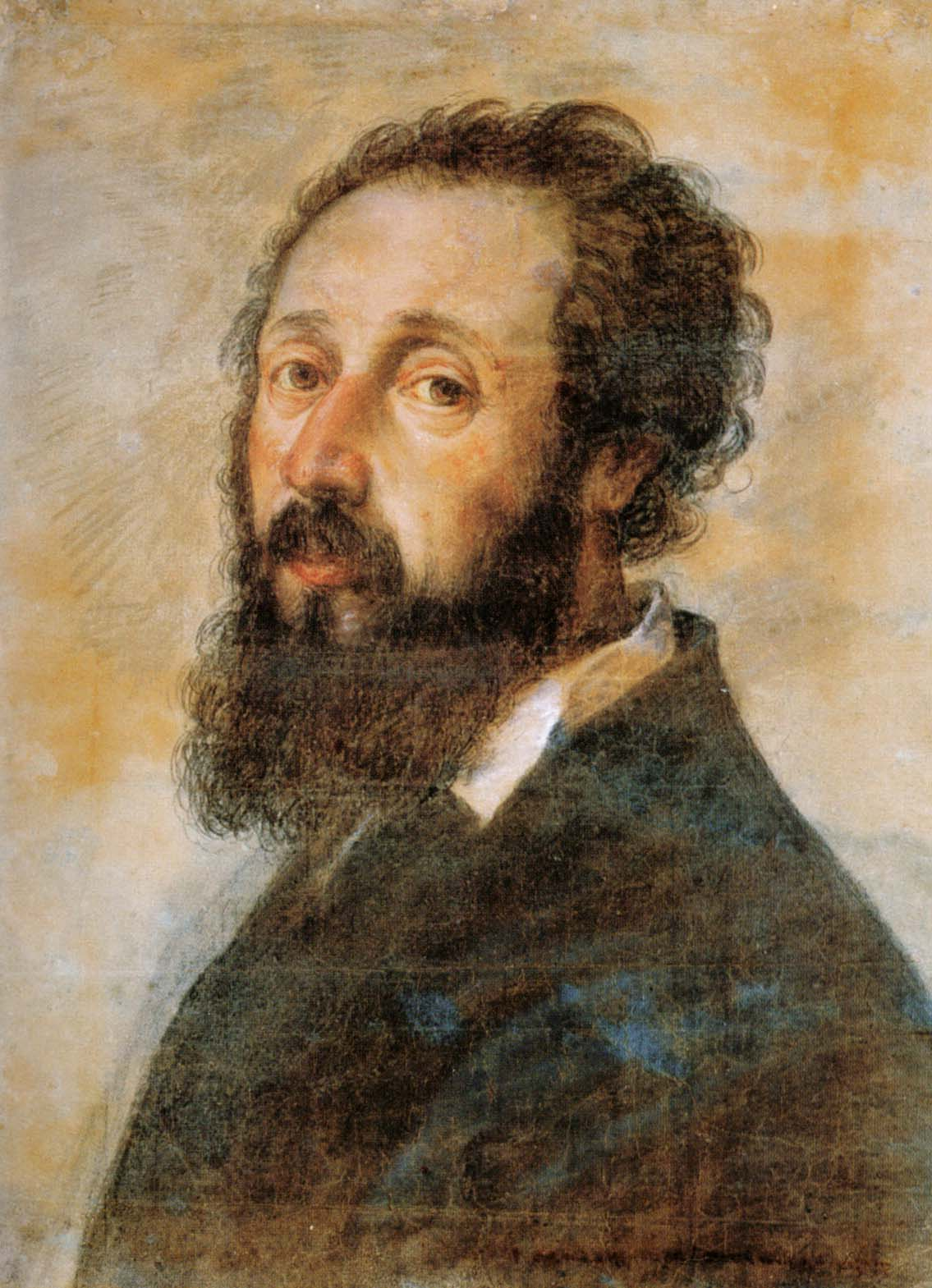
Självporträtt, 1540.